# Rudolf Diesel
Rudolf Christian Karl Diesel (París, 1858 – Canal de la Mànega, 1913) fou un enginyer i inventor alemany, inventor del motor de combustió d'alt rendiment que duu el seu nom, el motor dièsel.

## Biografia
Diesel va néixer al 38 de Rue Notre Dame de Nazareth a París, Segon Imperi Francès el 1858 el segon dels tres fills d'Elise (de soltera Strobel) i Theodor Diesel. Els seus pares eren immigrants bavaresos que vivien a París. Theodor Diesel, un enquadernador d'ofici, va deixar la seva ciutat natal d'Augsburg, Baviera, el 1848. Va conèixer la seva dona, filla d'un comerciant de Nuremberg, a París el 1855 i allà es va convertir en fabricant de marroquineria.
Poc després del seu naixement, Diesel va ser regalat a una família de pagesos de Vincennes, on va passar els seus primers nou mesos. Quan va ser retornat a la seva família, es van instal·lar al pis 49 del carrer de la Fontaine-au-Roi. Aleshores, la família Diesel patia dificultats econòmiques, per la qual cosa el jove Rudolf Diesel va haver de treballar al taller del seu pare i lliurar articles de cuir als clients amb un carretó. Va assistir a una escola protestant, francesa i aviat es va interessar per les qüestions socials i la tecnologia. Com que era un molt bon estudiant, Diesel, de 12 anys, va rebre la medalla de bronze de la Société pour l'Instruction Elémentaire i tenia previst entrar a l'Ecole Primaire Supérieure el 1870.
En esclatar la guerra francoprussiana el mateix any, la seva família es va veure obligada a marxar, com molts altres alemanys. Es van establir a Londres, on Diesel va assistir a una escola de parla anglesa. Abans de l'acabament de la guerra, però, la mare de Diesel va enviar en Rudolf, de 12 anys, a Augsburg per viure amb la seva tieta i oncle, Barbara i Christoph Barnickel, per dominar l'alemany i per visitar la Königliche Kreis-Gewerbeschule (Royal County Vocational College)., on el seu oncle feia classes de matemàtiques.
Als 14 anys, Diesel va escriure una carta als seus pares dient-li que volia ser enginyer. Després d'acabar la seva educació bàsica al capdavant de la seva classe el 1873, es va matricular a la recentment fundada Escola Industrial d'Augsburg. Dos anys més tard, va rebre una beca de mèrit de la Universitat Tècnica de Múnic, que va acceptar en contra de la voluntat dels seus pares, que l'haurien preferit veure començar a treballar.

## Carrera
L'any 1875 inicià els seus estudis a la Universitat Politècnica de Múnic, on tingué de professor Carl von Linde, l'inventor del frigorífic.
Diesel no va poder graduar-se amb la seva classe el juliol de 1879 perquè va caure malalt de febre tifoide. Mentre esperava la pròxima data de l'examen, va adquirir experiència pràctica en enginyeria a la Sulzer Brothers Machine Works a Winterthur, Suïssa. Diesel es va graduar el gener de 1880 amb els màxims honors acadèmics i va tornar a París, on va ajudar el seu antic professor de Múnic, Carl von Linde, amb el disseny i la construcció d'una moderna planta de refrigeració i gel. Diesel es va convertir en el director de la planta un any després.
El 1883, Diesel es va casar amb Martha Flasche i va continuar treballant per a Linde, obtenint nombroses patents tant a Alemanya com a França.
A principis de 1890, Diesel es va traslladar a Berlín amb la seva dona i els seus fills, Rudolf Jr, Heddy i Eugen, per assumir la direcció del departament d'investigació i desenvolupament corporatiu de Linde i per unir-se a diversos consells d'administració corporatius allà. Com que no se li va permetre utilitzar per als seus propis propòsits les patents que va desenvolupar mentre era empleat de Linde, es va expandir més enllà del camp de la refrigeració. Primer va treballar amb vapor, la seva investigació sobre l'eficiència tèrmica i l'eficiència del combustible el va portar a construir una màquina de vapor amb vapor d'amoníac. Durant les proves, però, el motor va explotar i gairebé el va matar. La seva investigació sobre les pressions dels cilindres d'alta compressió va provar la resistència de les culatades de ferro i acer. Un va explotar durant una prova. Va passar molts mesos a l'hospital, seguit de problemes de salut i de visió.
Des que va assistir a les conferències de Carl von Linde, Diesel va treballar en el disseny d'un motor de combustió interna que pogués apropar-se a la màxima eficiència tèrmica teòrica del cicle de Carnot. L'any 1892, després de treballar en aquesta idea durant diversos anys, va considerar que la seva teoria s'havia acabat. El mateix any, Diesel va rebre la patent alemanya DRP 67207. El 1893, va publicar un tractat titulat Teoria i construcció d'un motor tèrmic racional per substituir la màquina de vapor i els motors de combustió coneguts avui, en el qual havia estat treballant des de principis de 1892. Aquest tractat va constituir la base del seu treball i desenvolupament del motor dièsel. A l'estiu de 1893, Diesel s'havia adonat que la seva teoria inicial era errònia, el que el va portar a presentar una altra sol·licitud de patent per a la teoria corregida el 1893.
Diesel va entendre la termodinàmica i les limitacions teòriques i pràctiques sobre l'eficiència del combustible. Sabia que fins al 90% de l'energia disponible en el combustible es malgasta en una màquina de vapor. El seu treball en el disseny de motors va ser impulsat per l'objectiu de ràtios d'eficiència molt més alts. Al seu motor, el combustible s'injecta al final de la carrera de compressió i s'encén per l'alta temperatura resultant de la compressió. De 1893 a 1897, Heinrich von Buz, director de Maschinenfabrik Augsburg a Augsburg, va donar a Rudolf Diesel l'oportunitat de provar i desenvolupar les seves idees.
El primer motor dièsel d'èxit Motor 250/400 es va provar oficialment l'any 1897, i ara s'exhibeix al Deutsches Museum de Múnic.
A més d'Alemanya, Diesel va obtenir patents per al seu disseny a altres països, inclosos els Estats Units.
Va ser inclòs al Saló de la Fama de l'Automòbil el 1978.

## Recerca científica
El 1880 retornà a París com a representant de l'empresa de màquines frigorífiques del seu mestre, es casà i inicià la seva recerca científica.
Entre 1893 i 1897 va construir a la companyia MAN-AG (pertanyent al grup Krupp) el primer motor del món que cremava oli vegetal (oli de palma) en condicions de treball. L'Institut d'Enginyers Mecànics li va concedir l'Orde del Mèrit per les seves investigacions i desenvolupaments sobre els motors amb oli de cacauet, tot i que posteriorment s'usà petroli per ser un combustible més barat. L'invent fou presentat a la Fira Internacional de París com el primer motor que fa servir oli mineral com a combustible i fou anomenat «motor de combustió», posteriorment anomenat motor dièsel en nom del seu inventor, que fou provat per Rudolf Diesel, Adrian Bouchet i Frederic Dyckhoff en un canal francès el 1903.

## Mort

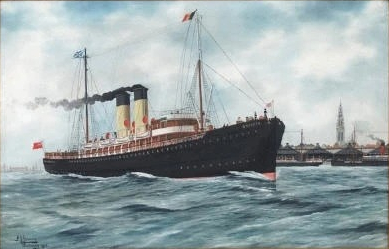
Dresden al port d'Anvers, 1913

La nit del 29 de setembre de 1913, Diesel va pujar a bord del vapor GER SS Dresden a Anvers de camí a una reunió de l'empresa Consolidated Diesel Manufacturing a Londres. Va sopar a bord del vaixell i després es va retirar a la seva cabina cap a les 10 de la nit, deixant la nota per ser trucat l'endemà al matí a les 6:15. sóc; però mai més el van tornar a veure amb vida. Al matí, la seva cabina estava buida i al seu llit no s'havia dormit, tot i que la seva camisa de dormir estava ben col·locada i el seu rellotge s'havia deixat on es podia veure des del llit. El seu barret i el seu abric ben plegat van ser descoberts sota la barana de la coberta posterior.
Deu dies més tard, la tripulació del vaixell pilot holandès Coertsen va trobar el cadàver d'un home que flotava a l’Escaut oriental. El cos es trobava en un estat de descomposició tan avançat que era irreconeixible i no el van portar a bord a causa del mal temps. En canvi, la tripulació va recuperar objectes personals (pastillera, cartera, targeta d'identificació, navalla de butxaca, estoig d'ulleres) de la roba de l'home mort i va tornar el cos al mar. El 13 d'octubre, aquests objectes van ser identificats pel fill de Rudolf, Eugen Diesel, com a pertanyents al seu pare.
Hi ha diverses teories per explicar la mort de Diesel. Algunes persones, com els seus biògrafs Grosser (1978) i Sittauer (1978) argumenten que Rudolf Diesel es va suïcidar. Una altra línia de pensament suggereix que va ser assassinat, donada la seva negativa a concedir a les forces alemanyes els drets exclusius d'utilitzar el seu invent; de fet, Diesel havia pujat a bord de l'SS Dresden amb la intenció de reunir-se amb representants de la Royal Navy britànica per discutir la possibilitat d'alimentar els submarins britànics amb motor dièsel. Però les proves són limitades per a totes les explicacions, i la seva desaparició i mort continuen sense resoldre's.
Poc després de la desaparició de Diesel, la seva dona Martha va obrir una bossa que el seu marit li havia donat just abans del seu desafortunat viatge, amb indicacions que no s'havia d'obrir fins a la setmana següent. Va descobrir 20.000 marcs alemanys en efectiu (120.000 dòlars EUA avui) i estats financers que indicaven que els seus comptes bancaris estaven pràcticament buits. En un diari que Diesel va portar amb ell al vaixell, a la data del 29 de setembre de 1913, va dibuixar una creu, possiblement indicant la mort.
El 1950, Magokichi Yamaoka, el fundador de Yanmar, el fabricant de motors dièsel al Japó, va visitar Alemanya Occidental i es va assabentar que no hi havia cap tomba ni monument per a Diesel. Yamaoka i persones associades amb Diesel van començar a fer els preparatius per honrar-lo. El 1957, amb motiu del 100è aniversari del naixement de Diesel i del 60è aniversari del desenvolupament del motor dièsel, Yamaoka va donar el Rudolf Diesel Memorial Garden (Rudolf-Diesel-Gedächtnishain) al Wittelsbacher Park a Augsburg, Baviera, on Diesel va passar la seva infància.

## Llegat

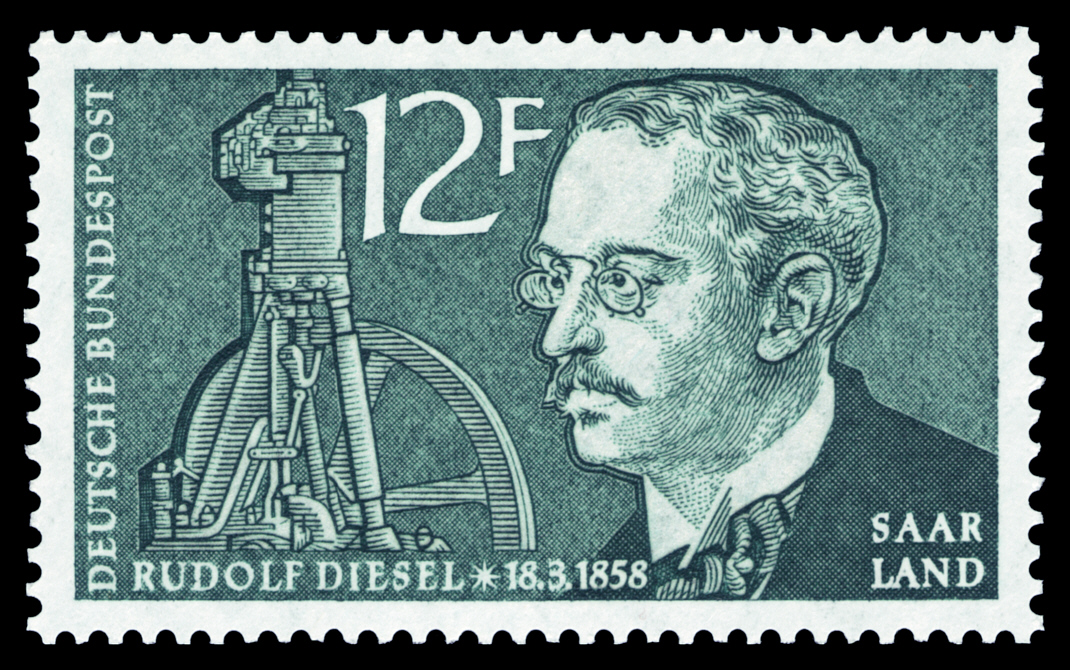
Rudolf Diesel en un segell de correus alemany de 1958

Després de la mort de Diesel, el seu motor va experimentar un gran desenvolupament i es va convertir en un substitut molt important del motor de pistons de vapor en moltes aplicacions. Com que el motor dièsel requeria una construcció més pesada i robusta que un motor de gasolina, va tenir un ús limitat a l'aviació. No obstant això, el motor dièsel es va estendre en moltes altres aplicacions, com ara motors estacionaris, màquines agrícoles i maquinària fora de carretera en general, submarins, vaixells i molt més tard, locomotores, camions i automòbils moderns.
Els motors dièsel tenen l'avantatge de funcionar amb més consum de combustible que qualsevol altre motor de combustió interna i és adequat per a vehicles de motor, la qual cosa permet convertir més calor en treball mecànic.
Diesel estava interessat a utilitzar pols de carbó o oli vegetal com a combustible i, de fet, el seu motor funcionava amb oli de cacauet. Tot i que aquests combustibles no van ser immediatament populars, durant l'any 2008 les pujades dels preus dels combustibles, juntament amb les preocupacions sobre les reserves de petroli, han portat a l'ús més estès de l'oli vegetal i el biodièsel.
El combustible primari emprat en els motors dièsel és el dièsel homònim, derivat del refinament del petroli cru. El dièsel és més segur d'emmagatzemar que la gasolina, perquè el seu punt d'inflamabilitat és aproximadament 79,4 °C més alt, i no explotarà.

### Ús d'olis vegetals com a combustible per a motors dièsel
En un llibre titulat Motors dièsel per a treballs terrestres i marítims, Diesel va dir que «L'any 1900 l'empresa Otto va exposar un petit motor dièsel que, a proposta del govern francès, funcionava amb oli de cacauet, i funcionava tan bé que molt poca gent eren conscients del fet. El motor es va construir per a olis normals, i sense cap modificació funcionava amb oli vegetal. Recentment, he repetit aquests experiments a gran escala amb un èxit total i una confirmació completa dels resultats obtinguts anteriorment.»